# Flatocerus chishuiensis
Flatocerus chishuiensis is een rechtvleugelig insect uit de familie doornsprinkhanen (Tetrigidae). De wetenschappelijke naam van deze soort is voor het eerst geldig gepubliceerd in 2006 door Zheng & Li.